# Воин племени шайеннов
«Воин племени шайеннов» (англ. Cheyenne Warrior) — кинофильм.

## Сюжет
Переселяясь на запад, в Орегон, Мэттью Карвер и его беременная жена Ребекка встречают индейцев племени шайеннов, преследующих уничтожающих бизонов охотников. В результате стычки выживают лишь Ребекка и раненый Хоук (Ястреб), один из воинов племени. С приближением зимы они всё больше ощущают привязанность друг к другу…

## В ролях
| Актёр         | Роль                  |
| ------------- | --------------------- |
| Келли Престон | Ребекка Карвер        |
| Бо Хопкинс    | Джек Эндрюс           |
| Дэн Хэггерти  | Беркли                |
| Клинт Ховард  | Отто Нильсен          |
| Рик Дин       | Дэниел Кирни          |
| Чарльз Пауэлл | Мэттью Карвер         |
| Ноа Колтон    | Мэттью Карвер-младший |
| Луиз Бэйкер   | женщина-пионер        |
| Пато Хоффманн | Хоук                  |